# Claire Oelkers

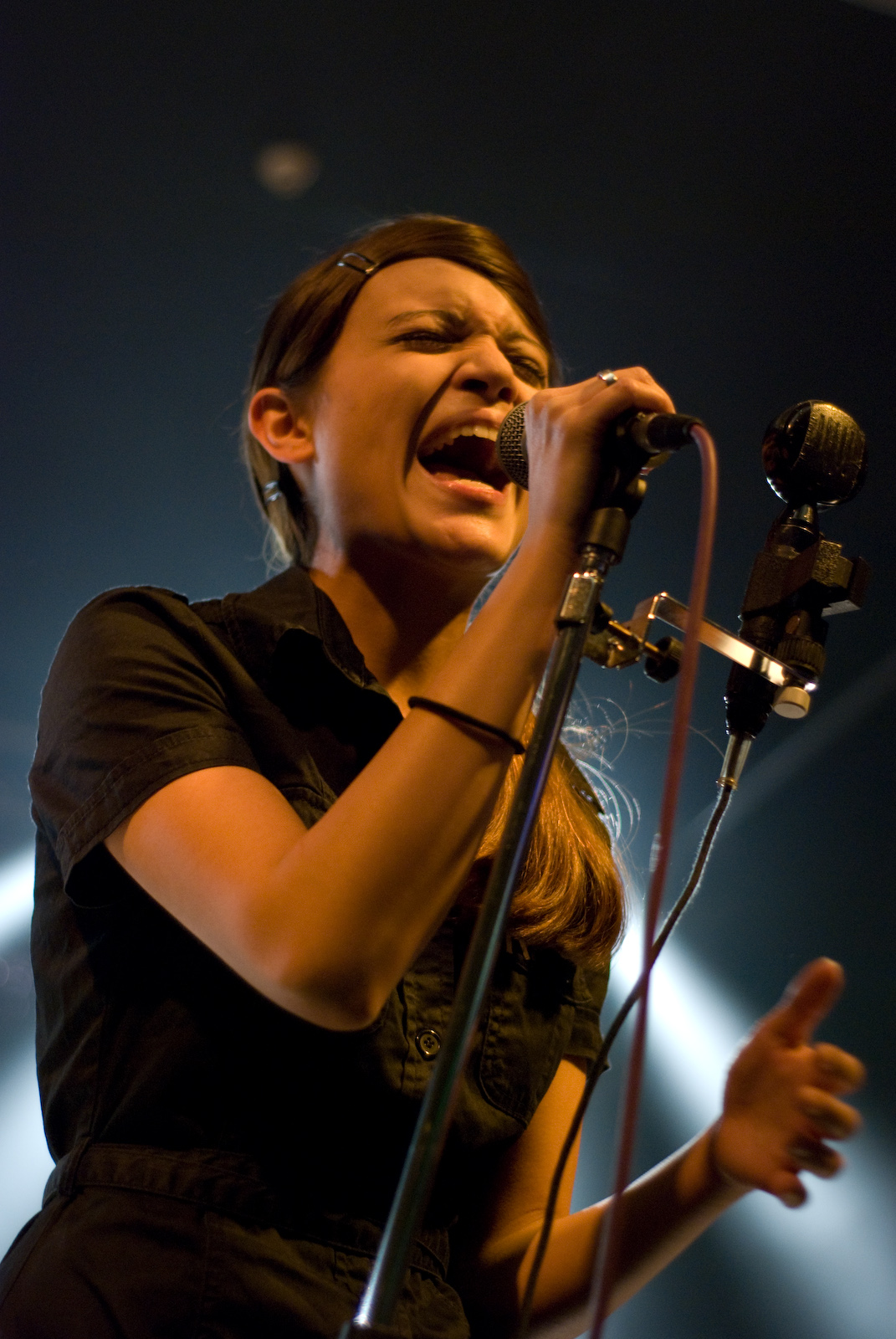
Claire Oelkers (2007)

Claire Oelkers (* 12. Juni 1985 in Düsseldorf) ist eine deutsche Reporterin, Moderatorin, Schauspielerin und frühere Musikerin.

## Biografie
Claire Oelkers, Tochter einer Filipina, wuchs in Grevenbroich bei Neuss auf, besuchte dort das Gymnasium und machte 2004 ihr Abitur.
Im Jahr 2000 sammelte sie im Alter von 15 Jahren erste Erfahrungen als Schauspielerin. Seither spielte sie in mehr als einem Dutzend TV- und Kinoproduktionen mit und nahm Schauspielunterricht im Stella Adler Studio of Acting in New York City. Unter anderem verkörperte sie in dem Katastrophenfilm Die Wolke (2006) die Rolle der Ayse.
2003 gründete Claire Oelkers die Rockband Karpatenhund, in der sie als Frontsängerin agierte. Der Song Gegen den Rest erreichte Platz 43 der deutschen Charts und ist offizieller Titelsong der ARD-Vorabendserie Türkisch für Anfänger. Seit 2010 pausiert die Band.
Nach einem Bandinterview beim Musiksender MTV Germany wurde Oelkers 2007 kurzerhand ein Jobangebot gemacht. Bereits wenige Wochen später moderierte sie die Sendungen MTV News, Total Request Live und MTV brand:neu. Das schicksalhafte Interview führte Joko Winterscheidt. Im November 2009 war sie Titelgirl der deutschsprachigen Ausgabe des Herrenmagazins Playboy.
Im Jahr 2014 startete Claire Oelkers den YouTube Channel German-Ness, einen alternativen City-Guide für Deutschland. Bei diesem Format agierte sie sowohl als Moderatorin als auch als Produzentin.
Seit Ende 2016 gehört Oelkers zum Reporterteam des ProSieben Infotainmentmagazins Galileo. Große Popularität erlangte sie vor allem durch die Rubrik XDays, in der sie regelmäßig Jobs ausprobiert. Oelkers schlüpfte dabei u. a. schon in die Rolle einer Flugbegleiterin, Paketzustellerin, und Tierarzthelferin. Seit 2019 steht sie zudem als Moderatorin im Galileo-Studio und führt gemeinsam mit Stefan Gödde durch die Sonntagsausgabe des Formats.
Seit 2021 moderiert sie den zweiwöchigen Podcast Bye Bye CO2 – Der LichtBlick Klima-Podcast.

## Soziales Engagement
Oelkers engagiert sich für die Initiative One Warm Winter, die sich seit 2012 für die Bedürfnisse von Obdachlosen einsetzt. Seit 2018 ist sie Gesicht der Green Seven Week von ProSieben. 2019 war sie im dazugehörigen Spezial Save the Ocean zu sehen, in dem sie den Ursachen für Plastikmüll in den Ozeanen auf den Grund ging.

## Filmografie
| Kinofilme - 2006: Die Wolke Fernsehfilme - 2002: Für immer für dich (Arte/SWR) - 2004: Delphinsommer (Das Erste) - 2006: Ehe die Spuren verwehen - 2006: Auftauchen (ZDF) - 2006: Beim nächsten Kind wird alles anders (ZDF) - 2022: Last X-Mas (VOX) Kurzfilme - 2003: Engel der Nacht - 2006: Mars - 2007: KingZ - 2012: An Unfaithful Wife Gastauftritte - 2012: Unser Charly – Feuer und Wasser (ZDF) - 2020, 2021: Joko & Klaas gegen ProSieben (ProSieben) | Moderation - 2007–2009: MTV News Mag (MTV Germany) - 2007–2009: brand:neu (MTV Germany) - 2007–2009: Total Request Live (MTV Germany) - 2008: MTV Melt! Spezial (MTV Germany) - 2010: Myspace Music Mix (Webshow/Myspace) - 2010–2011: Fame-TV/Glitter-TV (Webshow/T-Online) - 2012: ALLwissen (ZDFneo) - 2014–2015: GERMAN-NESS – Der alternative Cityguide (Webshow/YouTube) - seit 2016: Galileo Reporterin (ProSieben) - seit 2016: PULS Musikreporterin (BR) - 2018–2019: Green Seven Report (ProSieben) - 2020: Deutschland fragt zu Corona (ProSieben) Werbung - 2004: Analphabetenspot Zimmermädchen (Sozialkampagne 2004) - 2018: SEAT @Reeperbahn Festival – Interview mit Cleopatrick Regie - 2008: Wintersachen (Musikvideo/Locas in Love) |